# جمهوری ریف
جمهوری ریف (به انگلیسی: Republic of the Rif ) یک جمهوری کنفدراسیونی در ریف، مراکش بود که بین سال‌های ۱۹۲۱ تا ۱۹۲۶ وجود داشت.